# Ducado de Lauemburgo (distrito)
Ducado de Lauemburgo (em alemão: Herzogtum Lauenburg) é um distrito (Kreis ou Landkreis) da Alemanha localizado no estado de Eslésvico-Holsácia.

## Cidades e municípios
Populações em 31 de dezembro de 2006:
| Cidades: 1. Geesthacht (29.348) 2. Lauemburgo * (11.591) 3. Mölln * (18.642) 4. Ratzeburg * (13.837) 5. Schwarzenbek * (14.890) | Município: 1. Wentorf bei Hamburg (11.527) |

Estas cidades e município são chamados amtsfreie Städte ou amtsfreie Gemeinden por não pertencerem a nenhuma associação municipal (vide abaixo). As cidades indicadas por asterisco (*) são sedes de um Amt.
Ämter (singular: Amt; português: ofício, escritório, secretaria), e seus municípios membros:
| - 1. Berkenthin [sede: Berkenthin] 1. Behlendorf (394) 2. Berkenthin (2076) 3. Bliestorf (695) 4. Düchelsdorf (153) 5. Göldenitz (231) 6. Kastorf (1203) 7. Klempau (623) 8. Krummesse (1512) 9. Niendorf bei Berkenthin (185) 10. Rondeshagen (854) 11. Sierksrade (307) - 2. Breitenfelde [sede: Mölln] 1. Alt Mölln (869) 2. Bälau (254) 3. Borstorf (292) 4. Breitenfelde (1789) 5. Grambek (409) 6. Hornbek (176) 7. Lehmrade (458) 8. Niendorf/ Stecknitz (632) 9. Schretstaken (505) 10. Talkau (532) 11. Woltersdorf (275) - 3. Büchen [sede: Büchen] 1. Besenthal (77) 2. Bröthen (274) 3. Büchen (5483) 4. Fitzen (367) 5. Göttin (48) 6. Gudow (1637) 7. Güster (1210) 8. Klein Pampau (631) 9. Langenlehsten (164) 10. Müssen (967) 11. Roseburg (516) 12. Schulendorf (475) 13. Siebeneichen (248) 14. Tramm (337) 15. Witzeeze (930) | - 4. Hohe Elbgeest [sede: Dassendorf] 1. Aumühle (3108) 2. Börnsen (3864) 3. Dassendorf (3079) 4. Escheburg (3254) 5. Hamwarde (764) 6. Hohenhorn (452) 7. Kröppelshagen-Fahrendorf (1090) 8. Wiershop (167) 9. Worth (168) 10. Wohltorf (2317) 11. Sachsenwald (Forstgutsbezirk), área não-incorporada - 5. Lauenburgische Seen [sede: Ratzeburg] 1. Albsfelde (54) 2. Bäk (842) 3. Brunsmark (153) 4. Buchholz (232) 5. Einhaus (384) 6. Fredeburg (40) 7. Giesensdorf (92) 8. Groß Disnack (85) 9. Groß Grönau (3547) 10. Groß Sarau (897) 11. Harmsdorf (263) 12. Hollenbek (431) 13. Horst (245) 14. Kittlitz (251) 15. Klein Zecher (248) 16. Kulpin (239) 17. Mechow (90) 18. Mustin (694) 19. Pogeez (381) 20. Römnitz (61) 21. Salem (561) 22. Schmilau (611) 23. Seedorf (518) 24. Sterley (950) 25. Ziethen (995) - 6. Lütau [sede: Lauemburgo do Elba] 1. Basedow (699) 2. Buchhorst (153) 3. Dalldorf (361) 4. Juliusburg (188) 5. Krukow (190) 6. Krüzen (340) 7. Lanze (383) 8. Lütau (728) 9. Schnakenbek (842) 10. Wangelau (207) | - 7. Sandesneben-Nusse [sede: Sandesneben] 1. Duvensee (531) 2. Grinau (315) 3. Groß Boden (210) 4. Groß Schenkenberg (556) 5. Klinkrade (567) 6. Koberg (760) 7. Kühsen (395) 8. Lankau (476) 9. Labenz (855) 10. Linau (1172) 11. Lüchow (199) 12. Nusse (1010) 13. Panten (689) 14. Poggensee (360) 15. Ritzerau (277) 16. Sandesneben (1623) 17. Schiphorst (586) 18. Schönberg (1315) 19. Schürensöhlen (161) 20. Siebenbäumen (688) 21. Sirksfelde (316) 22. Steinhorst (574) 23. Stubben (414) 24. Walksfelde (185) 25. Wentorf A.S. (703) - 8. Schwarzenbek-Land [sede: Schwarzenbek] 1. Basthorst (394) 2. Brunstorf (623) 3. Dahmker (156) 4. Elmenhorst (906) 5. Fuhlenhagen (305) 6. Grabau (291) 7. Groß Pampau (134) 8. Grove (252) 9. Gülzow (1288) 10. Hamfelde (469) 11. Havekost (146) 12. Kankelau (218) 13. Kasseburg (535) 14. Kollow (651) 15. Köthel (294) 16. Kuddewörde (1377) 17. Möhnsen (537) 18. Mühlenrade (191) 19. Sahms (366) |